# Nara Visa
Nara Visa è un villaggio non incorporato e census-designated place con lo stesso nome della contea di Quay nel Nuovo Messico, negli Stati Uniti. Possiede un ufficio postale con lo ZIP code 88430; mentre il villaggio non è specificamente monitorato dal dipartimento del censimento, la popolazione dell'intera ZCTA con il codice postale 88430 era di 112 abitanti al censimento del 2000.

## Geografia fisica
Secondo l'Ufficio del censimento degli Stati Uniti, ha una superficie totale di 7,05 mi² (18,26 km²).

## Storia
La fondazione di Nara Visa può essere fatta risalire ai fratelli Sim e Fred McFarland, originari di La Veta, nel Colorado, che si trasferirono nel Nuovo Messico per lavorare nel ranch dello zio. Quando giunse la notizia che la Rock Island Railroad avrebbe costruito i binari attraverso l'area, i McFarland si trasferirono in una posizione vicino al percorso proposto. La comunità era inizialmente conosciuta come Narvaez, dal nome della famiglia Narvaez, che visse nella zona negli anni 1880. I coloni di lingua inglese cambiarono il nome nell'attuale Nara Visa.
Henry F. King arrivò sul posto nel novembre 1901 come il primo caposquadra, quando fu fondata la città. All'epoca non esistevano strutture, a parte il deposito. Lui e sua moglie vivevano in un vagone merci dove salivano a bordo di ferrovieri, capistazione e a volte cowboy. Nel gennaio 1902 fu costruita la casa per il capo stazione. In seguito furono costruiti anche due piccoli negozi.
La prima scuola della comunità fu costruita nel 1906. Nel 1910 c'erano un totale di quattro chiese attive. Nel 1919, Nara Visa aveva otto saloon, almeno tre sale da ballo, farmacie, negozi di articoli generici, un barbiere, macellerie, modisterie, concessionarie di auto, hotel, garage e una banca.
Nel 1921 fu costruita la Nara Visa School. In seguito fu chiusa ed attualmente è un centro comunitario.

## Società

### Evoluzione demografica
Secondo il censimento del 2010, la popolazione era di 95 abitanti.